# Tức Phong
Tức Phong (chữ Hán giản thể: 息烽县, bính âm: Xīfēng Xiàn, âm Hán Việt: Tức Phong huyện) là một huyện thuộc địa cấp thị Quý Dương, tỉnh Quý Châu, Cộng hòa Nhân dân Trung Hoa. Huyện này có diện tích 1037 km², dân số năm 2002 là 250.000 người. Mã số bưu chính là 551100, huyện lỵ đóng tại trấn Vĩnh Tĩnh. Huyện này giáp Tuân Nghĩa, Kim Sa, Khai Dương, Tu Văn. Về mặt hành chính, huyện Tức Phong được chia thành 4 trấn, 6 hương. Tổng cộng có 11 ủy ban thôn, 136 ủy ban xã khu cư.
- Trấn: Vĩnh Tĩnh, Tiểu Trại Bá, Ôn Tuyền và Cửu Trang.
- Hương: Dưỡng Long Ti, Lưu Trường, Lộc Sào, Thạch Đồng, hương dân tộc Miêu Thanh Sơn và Tây Sơn.